# Davide Villella
Davide Villella (ur. 27 czerwca 1991 w Magencie) – włoski kolarz szosowy.

## Osiągnięcia
Opracowano na podstawie:

2012
- 3. miejsce w Gran Premio della Liberazione
- 1. miejsce w klasyfikacji punktowej Giro della Regione Friuli Venezia Giulia
  - 1. miejsce na 4. i 5. etapie
- 3. miejsce w Trofeo Alcide Degasperi
- 2. miejsce w Piccolo Giro di Lombardia

2013
- 2. miejsce w Trofeo Edil C
- 2. miejsce w mistrzostwach Włoch U23 (start wspólny)
- 1. miejsce w Giro della Valle d’Aosta
  - 1. miejsce w klasyfikacji punktowej
  - 1. miejsce na 2. i 4. etapie
- 2. miejsce w Grand Prix de Poggiana
- 1. miejsce w Piccolo Giro di Lombardia
- 3. miejsce w Coppa Sabatini
- 3. miejsce w Giro dell’Emilia

2014
- 1. miejsce w klasyfikacji górskiej Vuelta al País Vasco
- 1. miejsce w klasyfikacji młodzieżowej Arctic Race of Norway

2016
- 1. miejsce w Japan Cup

2017
- 1. miejsce w klasyfikacji górskiej Vuelta a España

2018
- 1. miejsce w Tour of Almaty
  - 1. miejsce w klasyfikacji punktowej
  - 1. miejsce na 1. etapie

2019
- 2. miejsce w Tour of Croatia

2020
- 3. miejsce w Trofeo Andratx

## Rankingi
| Rok             | 2012 | 2013 | 2014 | 2015 | 2016 | 2017 | 2018  | 2019 | 2020 | 2021 | 2022 |
| --------------- | ---- | ---- | ---- | ---- | ---- | ---- | ----- | ---- | ---- | ---- | ---- |
| UCI World Tour  |      |      | -    | -    | 81.  | 151. | 186.  |      |      |      |      |
| World Ranking   |      |      |      |      | 105. | 269. | 288.  | 198. | 299. | 222. | 737. |
| UCI Europe Tour | 117. | 14.  |      |      | 456. | 412. | 1031. | 164. | 247. | 190. | 562. |
| UCI Asia Tour   | -    | -    |      |      | 26.  | 227. | 40.   |      |      |      |      |
|                 |      |      |      |      |      |      |       |      |      |      |      |
| Źródło: UCI     |      |      |      |      |      |      |       |      |      |      |      |